# Vârful Păpușa, Munții Iezer-Păpușa
Păpușa este un vârf muntos situat în Masivul Iezer-Păpușa, care are altitudinea de 2.391 metri.